# عمار شاه
عمار شاه (بالإنجليزية: Amar Shah) هو سباح كيني، ولد في 12 أكتوبر 1985.

## روابط خارجية
- عمار شاه على موقع الاتحاد الدولي للسباحة (الإنجليزية)
- عمار شاه على موقع SwimRankings.net (الإنجليزية)
- عمار شاه على موقع اللجنة الأولمبية الدولية (الإنجليزية)
- عمار شاه على موقع أوليمبيديا (الإنجليزية)
- عمار شاه على موقع اتحاد ألعاب الكومنولث (مؤرشف) (الإنجليزية)
- عمار شاه على موقع دورة ألعاب الكومنولث 2006 (مؤرشف) (الإنجليزية)